# Тогузкудуцький сільський округ
Тогузкуду́цький сільський округ (каз. Тоғызқұдық ауылдық округі, рос. Тогузкудукский сельский округ) — адміністративна одиниця у складі Бухар-Жирауського району Карагандинської області Казахстану. Адміністративний центр — село Тогизкудук.
Населення — 1374 особи (2021; 1417 у 2009, 1355 у 1999, 1893 у 1989).
Станом на 1989 рік існувала Кузнецька сільська рада (села Плотинне, Тасшоки, Тогизкудук).

## Склад
До складу округу входять такі населені пункти:
| Населений пункт  | Населення, осіб (1989) | Населення, осіб (1999) | Населення, осіб (2009) | Населення, осіб (2021) |
| ---------------- | ---------------------- | ---------------------- | ---------------------- | ---------------------- |
| Плотинне, село   | 169                    | 50                     | -                      | -                      |
| Тасшоки, село    | 361                    | 297                    | 304                    | 270                    |
| Тогизкудук, село | 1363                   | 1008                   | 1113                   | 1104                   |